# Tha

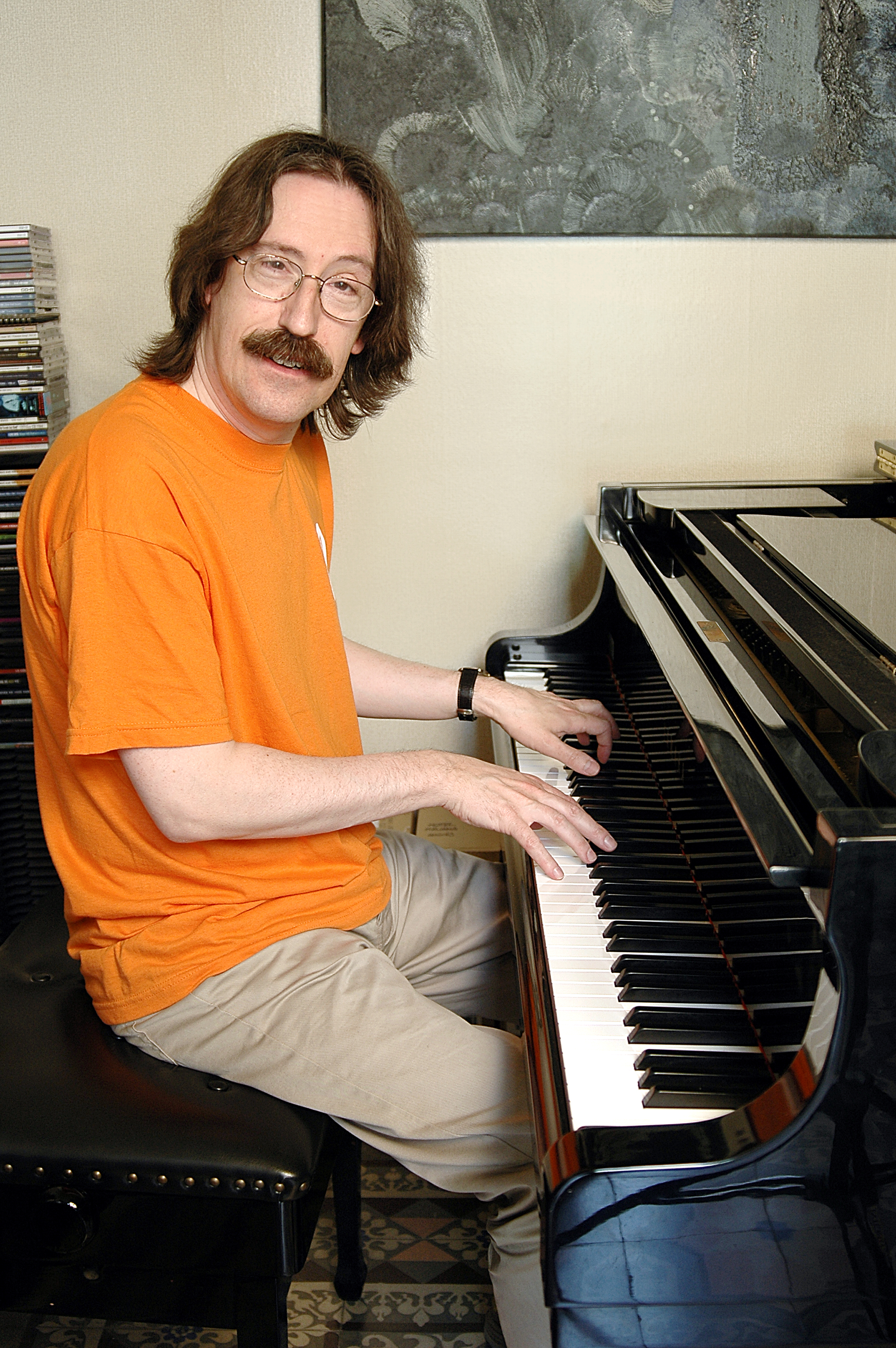
Tha en 2006.

Joseph August Tharrats i Pascual, (Barcelona, 2 de octubre de 1956), más conocido por su seudónimo Tha, es un dibujante de cómic y músico español. Es sobrino del pintor Joan Josep Tharrats y hermano del guionista Joan Tharrats, junto al cual y acompañado también de Francisco Mir y Josep Maria Sirvent constituyó el colectivo Quatricomía-4.

## Biografía
Joseph August Tharrats es vecino del barrio barcelonés de Gracia. Comenzó su carrera profesional con sólo 15 años, dibujando las series Patufatubadix (1971) y Els Ninots (1972) para "Patufet". Trabajó luego durante un año y medio como entintador de Francisco Ibáñez, José Escobar, Martz Schmidt, Roberto Segura y sobre todo Raf para Editorial Bruguera.
Entró luego en la plantilla del "TBO", donde dibujó Fort Baby (1975) y Ergo (1978), con guiones de Sirvent y T.P. Bigart, respectivamente. además de la sección de La Habichuela, con todo el grupo de Quatricomía al completo. Entremedias, hizo la mili en Canarias. Continuó trabajando luego con su hermano en la revista que él dirigía, "Primeras Noticias".
En la década de los ochenta, ambos publicaron en "El Jueves" las series Ciclo XXI y Qué gente!. En "Cimoc" trabajó con otros guionistas, Andreu Martín, Víctor Mora y Jorge Zentner.
Desde entonces, se ha dedicado mayormente al jazz, tocando el piano en grupos como "Big Mama" y formando en 1993 su propio grupo, August Tharrats Trio, al que después se incorporó la cantante Txell Sust.

## Obra
Como dibujante de historietas
- 1971 Patufatubadix para "Patufet"
- 1972 Els Ninots para "Patufet"
- 1975 Fort Baby, con guiones de Sirvent, para "TBO"
- 1978 Ergo, con guiones de Tharrats, para "TBO"
- 1979 El Troglodita, con guiones de Tharrats, para "Primeras Noticias"
- 1981 Ciclo XXI, odisea cotidiana, con guiones de Tharrats, para "El Jueves"
- 1982 Qué gente!, con guiones de Tharrats, para "El Jueves" (recopilado en 4 álbumes diferentes, con el mismo título, dentro de la colección Pendones del Humor).
- 1982 Momentos, con guiones de Tharrats, (recopilación de historietas publicadas en El Papus), Ediciones de la Torre.
- 1982 La guerra de los dioses, con guion de Andreu Martín, para "Cimoc" (editado posteriormente en álbum por Norma Editorial).
- 1984 El miércoles, mercado, junto a Francisco Mir, Sirvent y Tharrats, para "El Jueves"
- 1984 Historias frías, con guiones de Jorge Zentner, para "Cimoc"
- 1987 La Guerra Civil Española, colectiva, para "Cimoc"
- 1988 Absurdus Delirum con guiones de T.P. Bigart (recopilación de material publicado en Fluide Glacial), Editorial Complot.
- 1996 Personal Digital, con guiones de Tharrats, para "PCFormat".[1]
- 2004 Absurdus Delirium, con guiones de Tharrats, (recopilación más amplia) editorial Glenat.
- 2008 Todo es posible, con guiones de Tharrats, editorial Glenat.

Como ilustrador
- 1982 El cas misteriós del Dr. Jekill i Mr. Hyde
- 1986 La materia de los sueños
- 1986 Robinson Crusoe
- 1987 Miguel Strogoff
- 1988 Salvemos la Antártida
- 1989 S.O.S., canguros[4]
- 1990 El nuevo Kama Sutra, para "El Jueves"
- 2006 El hombre del saco, con Josep Maria Jové (La Galera/Círculo de Lectores).[5]
- 2009 50 años sin Billie.[6][7]

Cómo pianista (Txell Sust & August Tharrats Trio)
- 1995 Bluetime
- 1997 Gran Hotel Havana
- 2003 NonStop.[3]